# Кожурица
Кожурица — деревня в Осташковском городском округе Тверской области России. 

## География
Деревня расположена на берегу озера Стерж в 40 км на запад от города Осташкова, в 1 км на север от деревни находится урочище Увицы. 

## История
В 1779 году на погосте Увицы близ деревни была построена каменная Троицкая церковь с 2 престолами.
В конце XIX — начале XX века деревня вместе с погостом входили в состав Синцовской волости Осташковского уезда Тверской губернии. 
С 1929 года деревня входила в состав Жуковского сельсовета Осташковского района Великолукского округа Западной области, с 1935 года — в составе Калининской области, с 1994 года — в составе Хитинского сельского округа, с 2005 года — в составе Хитинского сельского поселения, с 2017 года — в составе Осташковского городского округа.

## Население
| 1859 | 1889 | 2002 | 2010 |
| ---- | ---- | ---- | ---- |
| 47   | ↗88  | ↘1   | ↘0   |

## Достопримечательности
В урочище близ деревни расположена недействующая Церковь Троицы Живоначальной (1779).